# Belägringen av Wolgast
Belägringen av Wolgast var en svensk belägring av staden Wolgast under trettioåriga kriget.

## Bakgrund
Efter att landstigit vid Perd den 25 juni 1630 erövrade Gustav II Adolf i slutet av juni och början av juli öarna Usedom och Wolin utan motstånd. Han förde därefter sin här söderut och införlivade Stettin till sitt territorium. Flertalet andra orter runt om i Pommern erövrades även utan strid.

## Belägringen
Dodo zu Innhausen Und Knyphausen, befälhavare över Usedom, inledde kort efter att ön erövrats en  belägring av Wolgast. Fientliga avsikter att undsätta Wolgast hindrades efter att soldater under Lars Kagg rev broarna i Treptow, Damitz och Stolpe.
Den 28 juli erövrades staden. Detta följdes av en order från svenskarna att de kvarvarande soldaterna i stadens slott skulle ge sig, vilket de vägrade. När de svenska belägringsarbetena nådde fram mot slottet och hotet om en stormning blev allt större tvingades besättningen den 14 augusti till att ge vika och fick avmarscherade med sin tross. I staden kvarlämnades dock spannmål och proviant.